# 血红石蒜
血红石蒜（学名：Lycoris sanguinea）是一种球根多年生的石蒜属的植物，原产于日本和中国。其名称的“sanguinea”意思是血红，但其花的颜色更偏向于橙色。

## 生物碱
血红石蒜中存在加兰他敏、加兰他敏-N-氧化物、O-去甲基加兰他敏、sanguinine-N-氧化物、石蒜胺、石蒜胺-N-氧化物等多种生物碱。